# Комплекс старог биоскопа у Новом Саду
Комплекс старог биоскопа у Новом Саду чине три зграде подигнуте у Змај Јовиној улици 4 и Илије Огњановића 22. Изграђене су у различито време и са различитим стилским карактеристикама, који поред архитектонско-стилских вредности сведоче и о континуитету градње на овој парцели. Комплекс представља непокретно културно добро као споменик културе.

## Кућа у улици Змај Јовина број 4
Најстарији објекат који припада комплексу биоскопа је кућа у улици Змај Јовина број 4, позната под именом Својина. Саграђена је у првој половини 19. века. Дворишна фасада овог објекта је видљива већ на гравури из 1830. године која се чува у Музеју Војводине. У згради су деловали Српска црквена општина, први градски одбор и окружни суд.
Велика двоспратна кућа основе у облику ћириличног слова П, изграђена је на уличној регулацији у низу. Богато декорисана фасада има четрнаест прозорских вертикала и пролаз у средини. Лево и десно од њега у приземљу су улази и излози од локала. Над прозорима првог спрата су троугаони фронтони, а над прозорима другог спрата архитравни фронтони на конзолама. Доминантни декоративни детаљ на фасади је висока полукружна атика. Пролаз који приземље дели на два једнака дела засведен је сверним сводовима. Просторије у приземљу, са улице, засведене су крстастим, а оне ка дворишним сферним сводовима. Дуж дворишних крила су тремови са широким полуобличастим сводовима. Изнад њих, на спрату је ходник за комуникацију до кога се стиже трокраким степеништем. Ограда од степеништа је једноставна, од кованог гвожђа. Још два степеништа, грађена од дрвета, смештена на крају дворишних крила.

## Зграда биоскопа Kорзо
Парцела на којој је кућа изграђена подељена је пре 1885. године на два једнака дела, па је кућа у каснијем периоду калканским зидовима дворишних крила постала додирна са приземним објектима из суседне улице - данас улице Илије Огњановића бр. 22, формирајући између њих простарно двориште атријумског типа. 1901. године је у средини дворишта изграђен фотографски атеље, по пројекту Антона Тикмајера. Од 1912. до 1930. године у згради се налазио први новосадски биоскоп Kорзо.
Овај наменски грађен дворишни објекат, партерна је зграда издужене правоугаоне основе, са два улаза на подужном зиду и главним на чеоном зиду. Главна фасада је нетипично декорисана и надшивена ниском, полукружном атиком. Подужни зидови су ојачани прислоњеним ступцима, по принципу контрафора. У великој сали објекта је сводна конструкција са појачањима у виду полулукова на чијем је потрбушју сецесијска штуко - пластика. При угловима су правоугаоне плоче са представама пута у плитком рељефу.
Биоскоп Корзо је отворио фотограф Ђура Стојановић. У њему је премијерно изведен први филм сниман у Новом Саду. У питању је филм под називом Детектив као лопов, аутора Владимира Тотовића из 1916. године.

## Кућа у улици Илије Огњановића број 22
Трећи објекат који припада овом комплексу је кућа у улици Илије Огњановића број 22. Подигнута је у периоду од 1885. до 1900. године на доњем рубу парцеле, према тада постојећем великом језеру, на самом крају центра града (данас Дунавском парку). Подигнута као висока приземница има основу у облику ћириличног слова П, са дугим дворишним крилима. На средини уличне фасаде је велики колски пролаз који води у делимично поплочано двориште. Лево и десно су по осам двокрилних прозора, по доњем рубу спојени истакнутим солбанком. Изнад прозора су архитравни фронтони. На соклу, а у оси сваког прозора су положени правоугаони подрумски отвори високо постављени због близине воде и опасности од поплаве. 
На дворишној фасади су полукружни отвори такође високо постављени и улазна врата до којих се стиже зиданим степеништем ван основног габарита куће. Ентеријер некадашњег стана знатно је осавремењен. Подрум испод уличног фронта куће засведен је полуобличастим и бачвастим сводовима. Висином подрум и партерног дела, објекат је јединствени градитељски пример архитектуре Новог Сада.

## Значај
Одлука о утврђивању комплекса старог биоскопа у Новом Саду за споменик културе: 27/1997-539 
„Службени гласник РС", број 27 од 26. VI 1997. године.